# 楊継盛

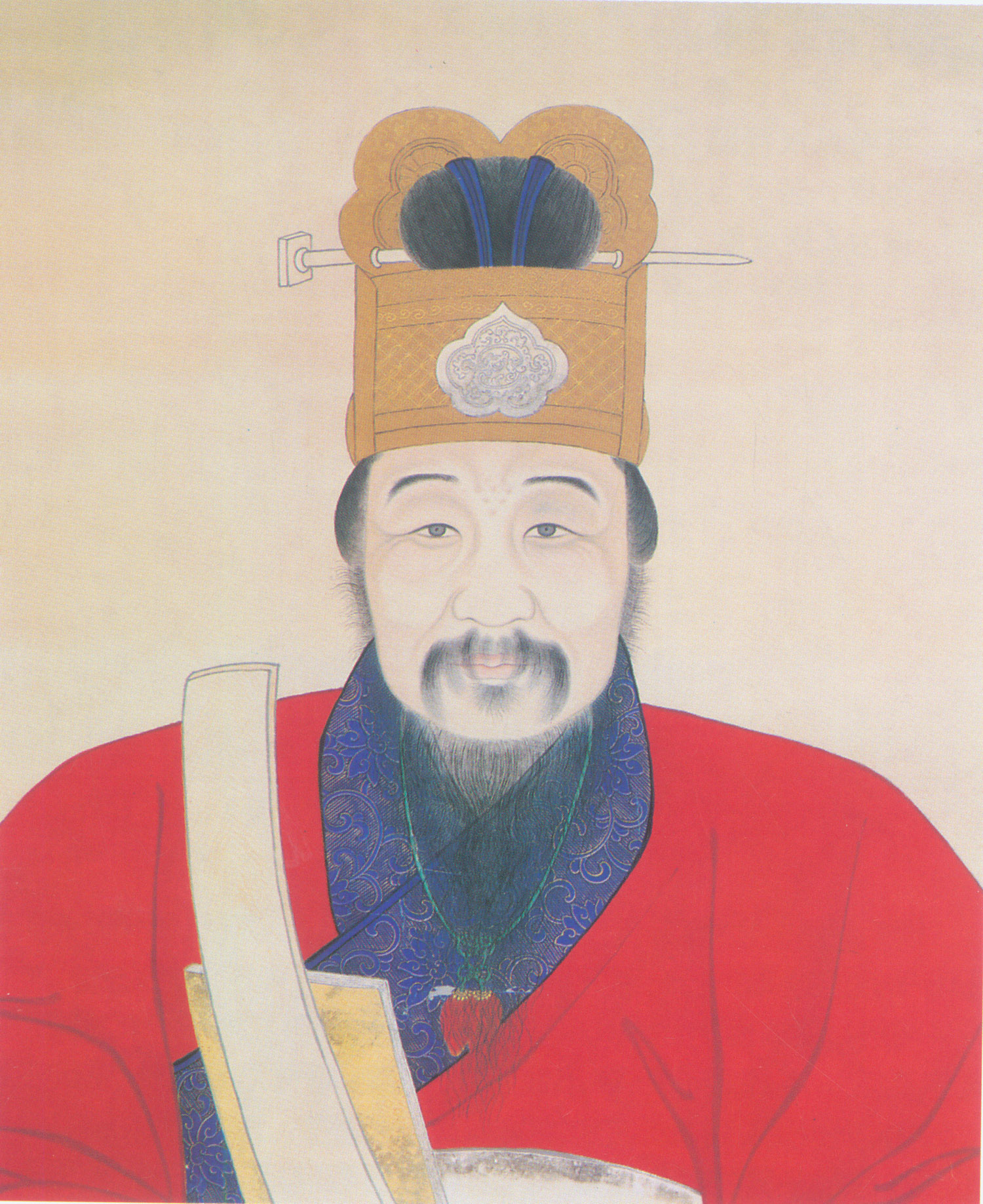
楊継盛・『晩笑堂竹荘畫傳』より

楊 継盛（よう けいせい、正徳11年5月17日（1516年6月16日） - 嘉靖34年10月29日（1555年11月12日））は、明代の官僚。字は仲芳、号は椒山。諡は忠愍。

## 略伝
保定府容城県の出身。嘉靖26年（1547年）に進士に挙げられる。貧しい生活のなか天文・地理・兵学などの学問に励み、音楽にも長じた。兵部員外郎の時にアルタン・ハーンの侵入にさいし、平虜大将軍・咸寧侯仇鸞の弱腰を痛撃して罪を得た。のち刑部員外郎・兵部武選司に復活したがふたたび大学士の厳嵩の専権として十罪五奸を暴き、棄死（死罪にされ晒し者）にされる。天下の人はみな涕泣したという。子に10年経ったら開けて読むようにと2首の詩を授けたのに、「浩気還太虚、丹心照千古、生前未了時、事留与後人」「天王自聖明、制度高千古、生平未報恩、留作忠魂補」とある。死後7年目にして、隆慶帝は直諫の功をもって太常寺少卿を追贈した。後の人はその品行を重んじて、『楊忠愍集』3巻を編した。